# Ганна Гаррісон
Ганна Тутілл Гаррісон (уроджена Сімс; 25 липня 1775 — 25 лютого 1864) - дружина президента Вільяма Генрі Гаррісона, матір Джона Скотта Гаррісона та бабуся президента Бенджаміна Гаррісона по батьковій лінії. Вона була номінально першою леді Сполучених Штатів під час місячного терміну свого чоловіка в 1841 році, але ніколи не входила до Білого дому. У віці 65 років на початку президентського терміну свого чоловіка, Гаррісон була найстаршою жінкою, яка коли-небудь виконувала роль першої леді, і цей рекорд зберігався, поки Джилл Байден не стала першою леді у віці 69 років у 2021 році. Вона також має відзнаку, що володіє титулом першої леді США протягом найкоротшого періоду часу, і є першою першою леді, яка овдовіла під час володіння титулом. Гаррісон була останньою першою леді, яка народилася в Британській Америці.

## Рання життя і шлюб
Ганна Татхіл Сіммс народилася 25 липня 1775 року в Моррістауні, штат Нью-Джерсі, у сім’ї судді Джона Клівза Сіммса та Анни Татхілл. Її батько був головним суддею Верховного суду Нью-Джерсі, а пізніше став видатним землевласником на південному заході Огайо. Коли її мати померла в 1776 році, її батько переодягнувся в британського солдата, щоб перевезти Ганну верхи через британські лінії до її бабусі й дідуся на Лонг-Айленд, які доглядали за нею під час війни. Її батько також був депутатом провінційного конгресу Нью-Джерсі (1775-1776), головою Комітету безпеки округу Сассекс під час революції та делегатом Континентального конгресу Нью-Джерсі (1785-1786).
Вона виросла на Лонг-Айленді, отримавши надзвичайно широку для жінки того часу освіту. Вона відвідувала академію Клінтона в Іст-Гемптоні на Лонг-Айленді та приватну школу Ізабелли Грем у Нью-Йорку.
У 1794 році Ганна вирушила зі своїм батьком і новою мачухою Сюзанною Лівінгстон, дочкою губернатора Нью-Джерсі Вільяма Лівінгстона, в пустелю Огайо, де вони оселилися в Норт-Бенді, штат Огайо. Відвідуючи родичів у Лексінгтоні, штат Кентуккі, навесні 1795 року вона зустріла лейтенанта Вільяма Генрі Гаррісона, що перебував у місті у військових справах. Гаррісон перебував у сусідньому форті Вашингтон. Батько Ганни категорично не схвалював Гаррісона, головним чином тому, що він хотів позбавити свою дочку труднощів життя в армійському таборі. Незважаючи на його наказ про те, що вони мають перестати зустрічатися, за його спиною процвітали залицяння.
Поки її батько був у відрядженні в Цинциннаті, пара втекла і одружилася 22 листопада 1795 року в будинку доктора Стівена Вуда, скарбника Північно-Західної території, у Норт-Бенді. Подружжя провело медовий місяць у Форт-Вашингтон, оскільки Гаррісон все ще був на службі. Через два тижні, на прощальному обіді з генералом «Божевільним» Ентоні Вейном, Сімс вперше зіткнувся зі своїм новим зятем після їхнього весілля. Звертаючись до Гаррісона суворо, Сімс зажадав дізнатися, як він має намір утримувати сім’ю з Ганною. Гаррісон відповів: «Моїм мечем і моєю правою рукою, сер». Лише після того, як його зять прославився на полі битви, Сімс прийняв його.
У пари було 10 дітей і багато онуків. Більшість їхніх дітей померли молодими; один у дитинстві, а семеро у віці 20-30 років. Лише двоє дожили до 35 років, і лише один – після 50. Дев'ять з їхніх 10 дітей померли раніше, а шість з 10 перед ним:
| Ім'я                       | Дата народження | Дата смерті       | Вік | Шлюб                                               | Діти                                                         |
| -------------------------- | --------------- | ----------------- | --- | -------------------------------------------------- | ------------------------------------------------------------ |
| Елізабет Бассет Гаррісон   | 29 вересня 1796 | 27 вересня 1846   | 49  | Джон Клівз Шорт                                    | 1                                                            |
| Джон Клівз Симмс Гаррісон  | 28 жовтня 1798  | 30 жовтня 1830    | 32  | Кларисса Пайк                                      | 6                                                            |
| Люсі Синглтон Гаррісон     | 5 вересня 1800  | 7 квітня 1826     | 25  | Девід К. Іст                                       | 4                                                            |
| Вільям Генрі Гаррісон мол. | 3 вересня 1802  | 6 лютого 1838     | 35  | Джейн Гаррісон                                     | 2                                                            |
| Джон Скотт Гаррісон        | 4 жовтня 1804   | 25 травня 1878    | 73  | Лукреція Кнапп Джонсон                             | 3                                                            |
| Джон Скотт Гаррісон        | 4 жовтня 1804   | 25 травня 1878    | 73  | Лукреція Кнапп Джонсон                             | 10 дітей (2-га дитина, Бенджамін, став 23-м президентом США) |
| Бенджамін Гаррісон         | 5 травня 1806   | 9 червня 1840     | 34  | Луїза Сміт Боннер                                  | 3                                                            |
| Бенджамін Гаррісон         | 5 травня 1806   | 9 червня 1840     | 34  | Мері Рейні                                         | 2                                                            |
| Мері Сімс Гаррісон         | 28 січня 1809   | 16 листопада 1842 | 33  | Джон Генрі Фіцхью Торнтон                          | 1                                                            |
| Картер Бассет Гаррісон     | 26 жовтня 1811  | 12 серпня 1839    | 27  | Мері Енн Сазерленд                                 | 1                                                            |
| Ганна Татхіл Гаррісон      | 28 жовтня 1813  | 5 липня 1845      | 31  | Вільям Генрі Гаррісон Тейлор                       | 7                                                            |
| Джеймс Фіндлі Гаррісон     | 15 травня 1814  | 6 квітня 1817     | 2   | Не одружився; помер у дитинстві з невідомих причин | -                                                            |

## Піднесення чоловіка до слави

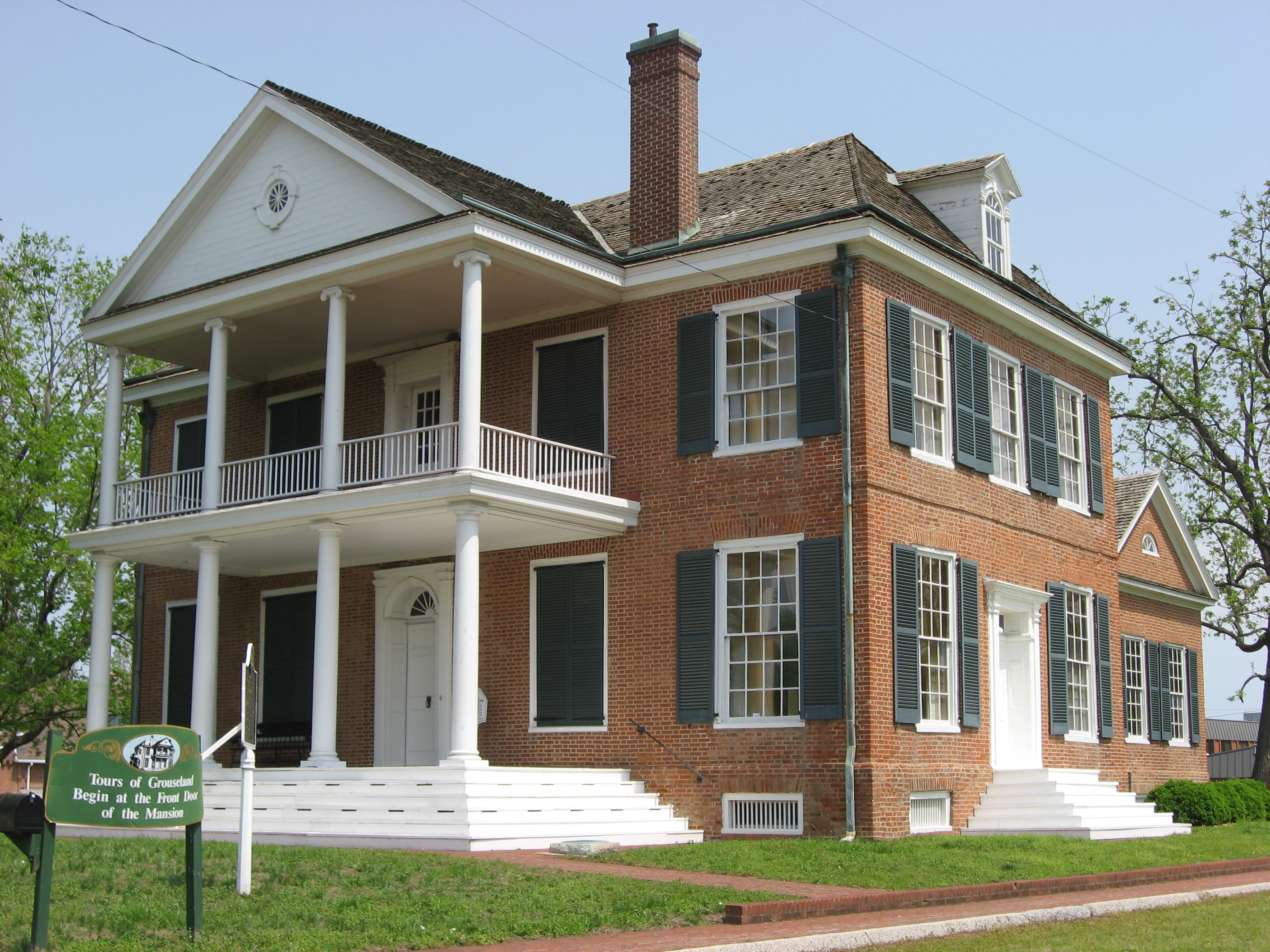
Граузленд, будинок Гаррісонів у Вінсенні

Гаррісон здобув славу як індійський боєць і герой війни 1812 року, але більшу частину свого життя він провів у цивільній кар'єрі. Його служба в Конгресі як представнику від Огайо дала Ганні та їхнім дітям можливість відвідати його сім'ю в Берклі, їхню плантацію на річці Джеймс. Її третя дитина народилася під час цієї подорожі в Річмонді у вересні 1800 року. Призначення Гаррісона губернатором території Індіани відвело їх ще далі в пустелю; він побудував красивий будинок у Вінсенні, штат Індіана, який поєднав фортецю та особняк на плантації.
Зіткнувшись із війною в 1812 році, родина переїхала на ферму в Норт-Бенді. Там, почувши звістку про переконливу перемогу свого чоловіка на виборах у 1840 році, домолюбива Гнна сказала просто: «Я б хотіла, щоб друзі мого чоловіка залишили його там, де він є, щасливий і задоволений на пенсії».

## Перша леді Сполучених Штатів
Коли в 1841 році відбулася інавгурація Вільяма, Ганна була затримана через хворобу в їхньому будинку в Норт-Бенді. Вона вирішила не супроводжувати його до Вашингтона. Обраний президент Гаррісон попросив свою невістку Джейн Ірвін Гаррісон, вдову свого сина, супроводжувати його і виконувати функції господині до пропонованого приїзду Ганни в травні. З ними із задоволенням пішли ще півдюжини родичів. 4 квітня, рівно через місяць після його інавгурації, президент Гаррісон помер. Ганна збирала речі для переїзду до Білого дому, коли дізналася про смерть Вільяма у Вашингтоні, тому так і не поїхала.

## Пізніше життя і смерть
Після смерті Вільяма Ганна жила зі своїм сином Джоном Скоттом в Норт-Бенді і допомагала виховувати його дітей, у тому числі восьмирічного Бенджаміна, який пізніше став президентом Сполучених Штатів. У червні 1841 року президент Джон Тайлер підписав закон про першу пенсію для вдови президента, грант у розмірі 25 000 доларів для місіс Гаррісон.
Ганна Гаррісон померла 25 лютого 1864 року у віці 88 років і була похована в Державному меморіалі Вільяма Генрі Гаррісона в Норт-Бенді. Її похоронну проповідь виголосив Горацій Бушнелл.

## Зовнішні посилання
- Ганна Гаррісон на сайті Find a Grave (англ.)
- Анна Харрісон [Архівовано 31 січня 2021 у Wayback Machine.] на C-SPAN Перші леді: вплив та імідж